# Tomba TT3
| G40 | A | V22 · d | V1 · D40 |

| G40 | A | V22 · d | V1 · D40 |

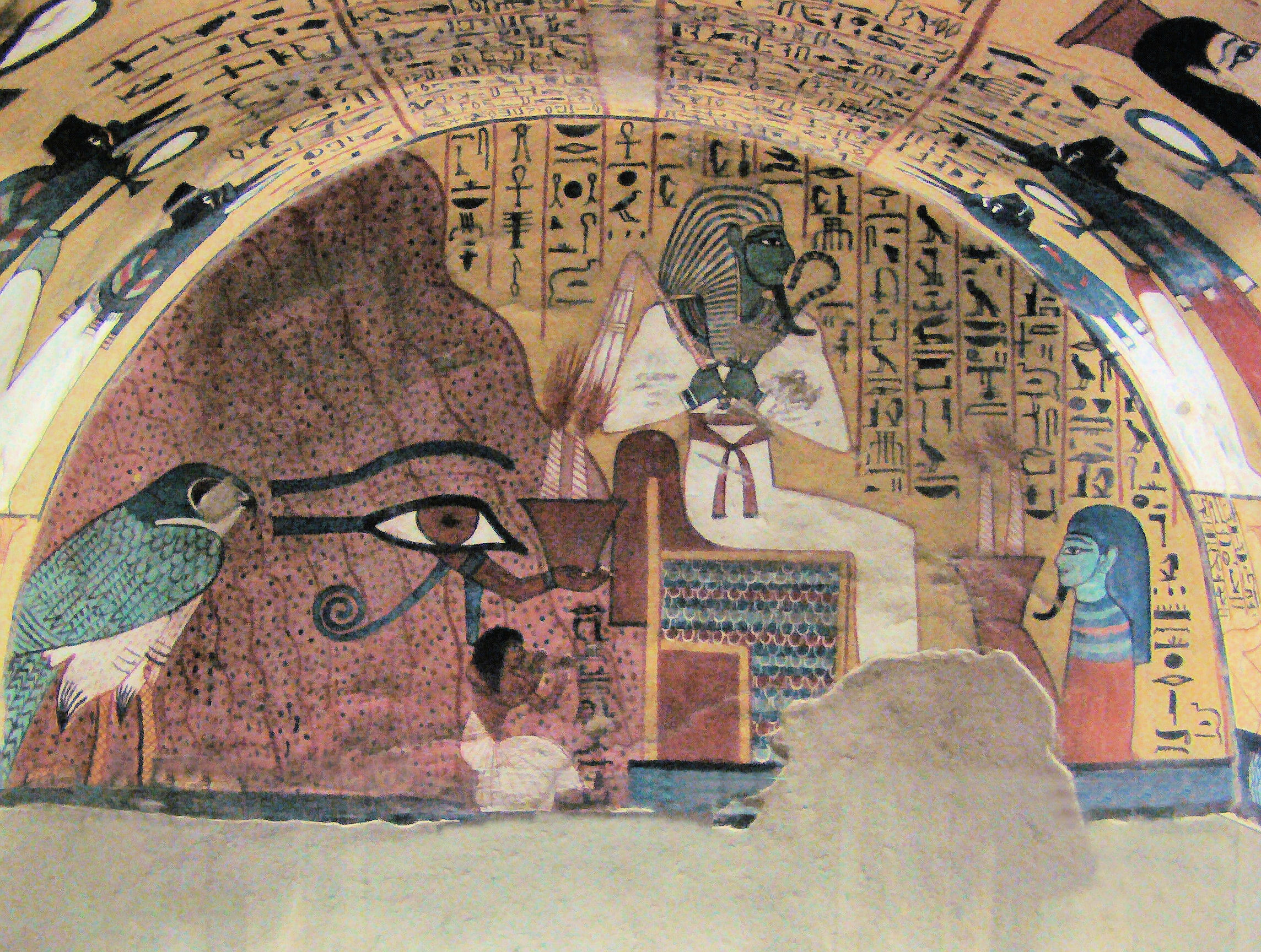
Tomba TT3 de Pashedu: timpà amb Osiris entronitzat davant de la muntanya tebana, Pashedu agenollat en actitud d'adoració, Horus com a falcó i l'Ull d'Horus i una deïtat sedent oferint dues torxes

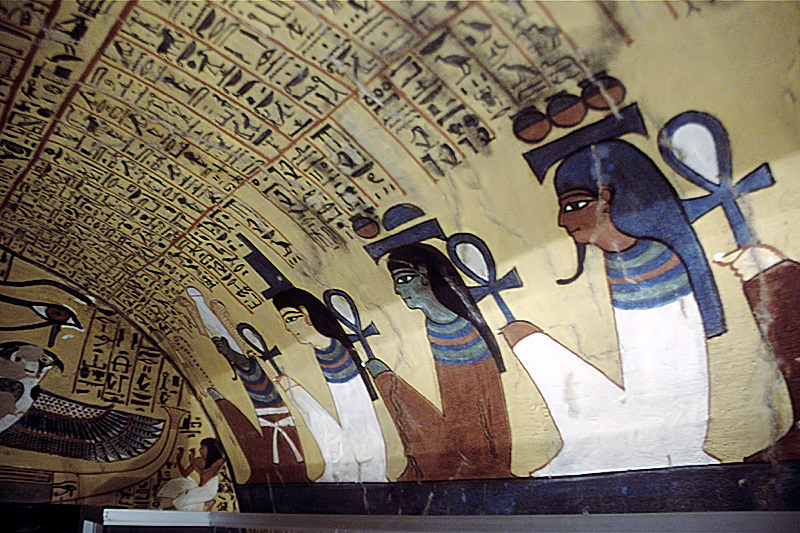
Quatre de les deïtats que apareixen a dalt a la paret esquerra de la cambra funerària interior

La Tomba tebana TT3 és una tomba de l'Antic Egipte que és a Deir el-Madinah (Set Maat), a la necròpoli tebana, a la riba occidental del Nil, enfront de l'actual Luxor.
És el lloc on és soterrat l'artesà egipci Pashedu i la seua família. Pashedu tenia el títol de Servidor en el Lloc de la Veritat a l'oest de Tebes i va servir als faraons Seti I i Ramsés II.
La tomba, típica del període de Ramsés II, consta de pati, capella i cambres funeràries. S'accedeix a la cambra més interna per 29 esglaons, passant per una petita avantcambra o primera cambra funerària i una altra de més gran fins a accedir a un curt corredor amb volta on hi ha dos grans Anubis sobre capelles a cada costat com a guardians d'accés a la cambra funerària principal. A més a més del timpà, aquesta tomba és famosa perquè a la paret oriental de la cambra apareix Pashedu de genolls, bevent aigua en el domini dels déus sota una palmera (capítol 62 del Llibre dels Morts).
Pashedu era fill de Menna i Huy. La seua esposa es deia Nedymet-Behdet. Sembla que Pashedu també posseïa la Tomba TT326.